# Reserva natural Bosques Telteca
La Reserva provincial Telteca, también conocida como Bosque Telteca, es una reserva natural ubicada en el noreste de la provincia de Mendoza, Argentina.
Fue creada en 1985, mediante la ley provincial 5061, sobre una superficie de 20 400 ha correspondientes a la ecorregión monte de llanuras y mesetas.
El área de la reserva es prácticamente plana, desértica y poco poblada. El clima es cálido, con veranos de temperaturas elevadas e inviernos templados y muy escasa precipitación. El paisaje es el característico de monte abierto, con médanos y arenales desprovistos de vegetación.
Es una de las áreas importantes para la conservación de las aves en Argentina.

## Toponimia
La reserva toma su nombre de la expresión huarpe  «chrein» o «teñc» que significa «maduro» y «chreca» o «teca» que significa «fruto» o «semilla» el referencia a los frutos del algarrobo, elemento importante en la dieta de los antiguos pobladores.

## Flora

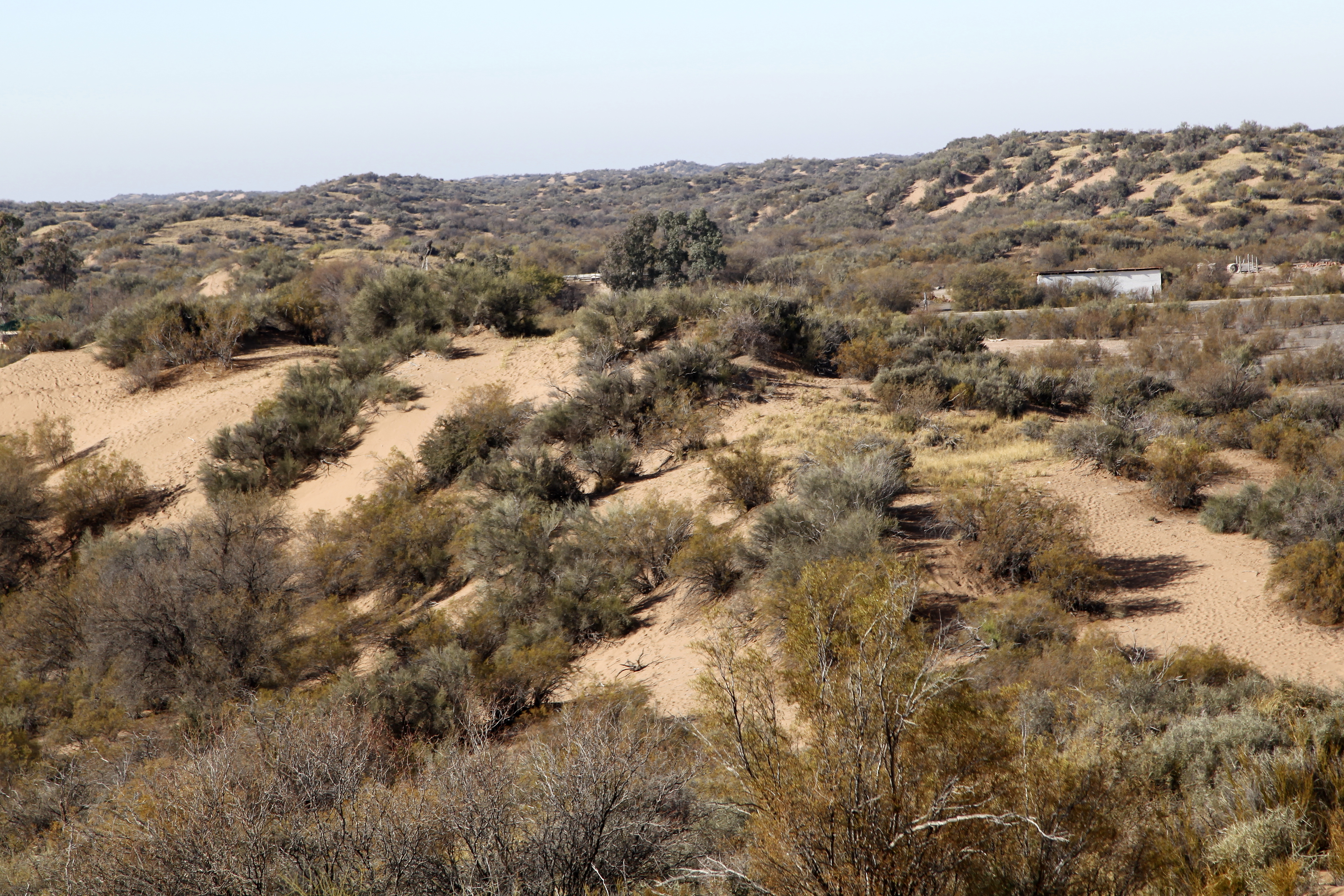
Formación vegetal típica de la reserva.

La cobertura vegetal de la reserva incluye espacios caracterizados por matorrales de jarilla hembra (Larrea divaricata), algarrobo dulce o alpataco (Prosopis flexuosa), donde alternan con agrupaciones abiertas o semiabiertas de vidriera (Suaeda divaricata), zampa (Atriplex lampa), chañar (Geoffroea decorticans) y retamo (Bulnesia retama). En las zonas de médanos o arenales aparecen ejemplares de usillo (Tricomaria usillo) y paja voladora (Panicum urvilleanum).

## Fauna
La fauna de la reserva no ha sido objeto de un estudio detallado. Distintos informes dan cuenta de la presencia de maras (Dolichotis patagonum), vizcachas (Lagostomus maximus), cuises (Microcavia australis) y (Galea musteloides), ratones de campo (Calomys musculinus) y (Akodon varius), zorros grises (Lycalopex gymnocercus), gatos monteses (Leopardus geoffroyi) y de pajonal o pajeros (Leopardus pajeros), pumas (Puma concolor), hurones (Galictis cuja), zorrinos (Conepatus chinga) y quirquinchos blancos o pichiciegos (Chlamyphorus truncatus).

Es significativa la presencia de aves. Entre las rapaces se han observado chimangos (Milvago chimango), halconcitos grises (Spiziapteryx circumcincta) y colorados (Falco sparverius), caranchos (Caracara plancus) y halcones plomizos (Falco femoralis) y peregrinos (Falco peregrinus), gavilanes cenicientos(Circus cinereus) y aguiluchos comunes (Geranoaetus polyosoma). Existen registros de observación de la amenazada águila coronada (Harpyhaliaetus coronatus).

Varias decenas de especies de pájaros cantores habitan la zona. Entre ellos el churrinche (Pyrocephalus rubinus); los canasteros coludo (Asthenes pyrrholeuca), chaqueño (Asthenes baeri), pálido (Asthenes modesta), rojizo (Asthenes dorbignyi) y castaño (Pseudasthenes steinbachi); los cardenales amarillo (Gubernatrix cristata) y común (Paroaria coronata); el fueguero (Piranga flava); el naranjero (Pipraeidea bonariensis); el comesebo andino (Phrygilus gayi) y los yales negro (Phrygilus fruticeti) y carbonero	(Phrygilus carbonarius).
(LEN)